# Seznam francoskih rokoborcev
Seznam francoskih rokoborcev.

## A
- André the Giant

## B
- Brooklyn (rokoborec)

## G
- René Goguen

## J
- Daniel Jalbert

## P
- Bulla Punk

## T
- Maurice Tillet